# アーレックス
アーレックス株式会社 (AREX) は、愛知県名古屋市中区丸の内二丁目に本社を置く、建設会社である。
社名 AREXは、ARCHITURE EXCELLENCEの造語。
愛知県名古屋市で1棟1棟、建築家が設計する新築一戸建てのデザイン住宅を販売している。
東京商工リサーチ社により、日本全国の上位8％にランクインする「優良企業」として認定されている。

## 商談スペース
本社の商談スペースは、新鋭建築家松岡聡田村裕希の2006年（平成18年）4月の作品。
JCDデザインアワード2006 BEST100
建築技術教育普及センター主催のインテリアプランニング賞 2006 優秀賞

## 提供番組
- 東海ラジオ放送　東海ラジオ ガッツナイター（2006年～）
  - CMにアレックス・オチョア(当時中日ドラゴンズ)と山本昌を起用する。(2006年)
  - 2011年からは毎年ドラゴンズ選手をラジオCMに起用している。
  - 山本昌、浅尾拓也 (2011年)
  - 山本昌、和田一浩、浅尾拓也 (2012年)
  - 山本昌、吉見一起、大島洋平 (2013年)
  - 山本昌、平田良介 (2014年)
  - 山本昌、山井大介 (2015年)
  - 平田良介、若松駿太 (2016年)
  - 山本昌、荒木雅博 (2017年)
  - 山本昌、岩瀬仁紀、荒木雅博 (2018年)
  - 山本昌、高橋周平、京田陽太 (2019年)
  - 山本昌、京田陽太、柳裕也 (2020年)
  - 山本昌、小笠原慎之介、石川昂弥 (2022年)
- メ〜テレ　渡辺篤史の建もの探訪
- ZIP-FM 77.8 「J-BREAK」(2013年～2022年)
  - ZIP-FMの看板ミュージック・ナビゲーター、ジェイムス・ヘイブンスの番組を提供。
  - ジェイムス・ヘイブンスもAREXにてマイホームを建築している。

## 受賞歴
- 「ニチハサイディングアワード2015」入賞（2015年）
- 「第23回タカショー庭空間施工例コンテスト」ライティング部門　金賞受賞（2015年）
- 「ユニソン地球はガーデン。フォトコンテスト」ナイトシーン部門　シルバー賞受賞（2015年）
- 「ユニソン地球はガーデン。フォトコンテスト」ナイトシーン部門　ブロンズ賞受賞（2015年）
- 「ケイミュー施工事例コンテスト2016」中部エリア賞受賞（2016年）
- 「第24回タカショー庭空間施工例コンテスト」ライティング部門　銀賞受賞（2016年）
- 「ニチハサイディングアワード2017」入賞（2017年）
- 「ケイミュー施工事例コンテスト2017」中部エリア賞受賞（2017年）
- 「YKK APエクステリアスタイルフォトコンテスト」門・車庫まわり部門入賞（2017年）
- 「ニチハサイディングアワード2018」入賞（2018年）
- 「ニチハサイディングアワード2018」ニチハ賞（2018年）
- 「ニチハサイディングアワード2019」ニチハ賞（2019年）
- 「Japan Brand Collection 2020 究極の住まい造り」に住宅会社として日本全国の中からBEST100に選出（2020年）